# Edward Green
Edward Green ist ein im Jahr 1890 gegründeter englischer Schuh-Fabrikant.
Edward Green ist in Northampton, England, sesshaft. Nur etwa 250 Schuhpaare werden wöchentlich gefertigt.
Während der 1930er Jahre war Edward Green einer der größten Schuhausstatter der British Army. Deren Schuhwerk wurde auch von Kunden wie dem Duke of Windsor, Ernest Hemingway and Cole Porter gewählt.
Schuhe von Edward Green sind im unternehmenseigenen Geschäft in der Jermyn Street in London und auf dem Boulevard Saint-Germain in Paris, sowie auch in Geschäften in vielen Orten der Welt, wie 'Double Monk' in Melbourne, Isetan in Japan, Matches in Wimbledon Village, und Saks Fifth Avenue in New York erhältlich.

## Historie
1890 begann Edward Green, handgearbeitete Schuhe für Herren in kleiner Produktion in Northampton anzufertigen.
Das Unternehmen wurde 1977 von Edward Greens Neffen an einen amerikanischen Lederunternehmer, Marley Hodgson, verkauft. Finanzielle Schwierigkeiten hielten sich, so dass Edward Green Shoes für ein britisches Pfund an einen Maßschneider und Schuhmacher verkauft wurde. Auf John Hlustiks unerwarteten Tod im Jahr 2000 wurde das Geschäft seinem Partner Hilary Freeman vermacht.